# アイピーモバイル
アイピーモバイル株式会社（IPMobile Co.,Ltd.）は、かつて東京都千代田区に本社を置いていた、高速データ通信サービスの事業を計画していた事業者。
自社で2GHz帯の電波割当てを受けて携帯電話による電気通信事業（TD-CDMA方式によるモバイルブロードバンドサービスの提供）を計画していたが、2007年10月30日、自己破産の申し立てを行うとともに、割当てられた周波数帯を総務省に返上した。

## 概要
携帯電話への新規参入を目指して、イー・モバイル(後にイー・アクセスに吸収され、その後、ワイモバイルを経て現在のソフトバンクに至る)、BBモバイル(現在は吸収合併され、ソフトバンクグループ)などとともに2005年11月、2GHz帯電波の割り当てを受けた。データ通信のみを提供し、音声通話サービスの実施は予定がなかった。
当初2006年10月1日に東名阪地区にてサービスを開始し、2008年から全国展開をする予定だった。2009年度における加入者数430万、サービス開始5年後における加入者数を1160万と見込んでいた。しかし、2006年秋と2007年春に2度のサービス開始延期を表明し、その後も事業開始のめどが立たないまま撤退した。電波割り当ての際、2年以内の運用開始が条件としてあり、2007年11月9日がそのリミットだった。
2014年現在、当社に割り当てを行っていた2GHz帯のTDDバンドは、どの事業者にも割り当てがなされておらず、また割り当て方針も未定のついて明らかにされていない（後に、3GPPは、当帯域をTD-LTEのBand 34に規定している）。

## 沿革
- 2002年11月20日 - 資本金300百万円を元に、設立。
- 2005年11月 - 総務省から2GHz帯の電波の割当てを受けた。
  - 当初、2006年10月にサービス開始予定を計画。のち、2007年春に延期すると発表[3]。
- 2007年1月 - 2007年5月頃に先行して試験サービスを開始し、同年秋に商用サービスを開始する予定と公表[4]。
- 2007年4月8日 - 日経BP社のWebサイトにおいて、資金難により携帯電話事業への参入を断念したとの報道が流れた[5]。同様の報道はNHK等のテレビニュースや、ITmediaなどのIT系ニュースサイトなどでも流れ、一時は参入断念が確実視された。
- 2007年4月10日 - 上記報道に対し記者会見を開き「一部で報道されている携帯電話事業参入断念という事実はない」と否定[6]。マルチメディア総合研究所が保有していた同社株の69.23%を森トラストが取得したことを発表[7][8]。
- 2007年7月13日 - 森トラストが保有するアイピーモバイル全株式を米国NextWave Wireless社（本社：カリフォルニア州）に譲渡することで両社が合意した。
- 2007年9月19日 - NextWave Wireless社に譲渡されていたアイピーモバイル全株式を反対売買のオプションを行使し、再度森トラストに譲渡することで両社が合意した。
さらに森トラストは杉村会長に保有株式全てを譲渡。しかし、アイピーモバイル側は「経営陣への売却は把握していない」と発表。
- 2007年9月28日 - 竹内一斉社長が記者会見を行った。アイピーモバイルの株式には譲渡制限が付いており、取締役会の承認なしに譲渡できないが、現取締役が会長への譲渡を拒否したため、会長以外の取締役が解任されることとなった。現経営陣は、以下の理由から、会長への株式売却に反対。
  - 杉村五男会長に資金提供しているのが誰かわからない
  - 森トラストに経営に関与して欲しい
- 2007年10月2日 - 杉村五男会長が竹内一斉社長以下取締役4名を解任し、自らに近い人物を新取締役として迎えた。その後、杉村が社長に就任し、森トラストが保有する全株式が杉村へ正式に譲渡された。
- 2007年10月23日 - 事業開始に必要な資金支援を香港の投資会社「ディスタコム」に要請したと明らかにした。3月までに140-150億円の出資を得られる予定。
またサービス開始後に通信方式をTD-CDMAから、中国で普及しているTD-SCDMAに変更するが、総務省に計画変更が認可されることが条件となる。
- 2007年10月30日 - 東京地方裁判所に自己破産の申し立てを行うとともに、携帯電話事業への参入計画を断念し、割り当てられた周波数帯を総務省に返上した。
- 2007年12月12日 - 総務省は電波監理審議会から、返上された2GHz帯の認定について免許の取り消しが適当であるとする答申を受けたと発表[9]、同日、認定の取り消しを決定した[10]。